# Citronfromage

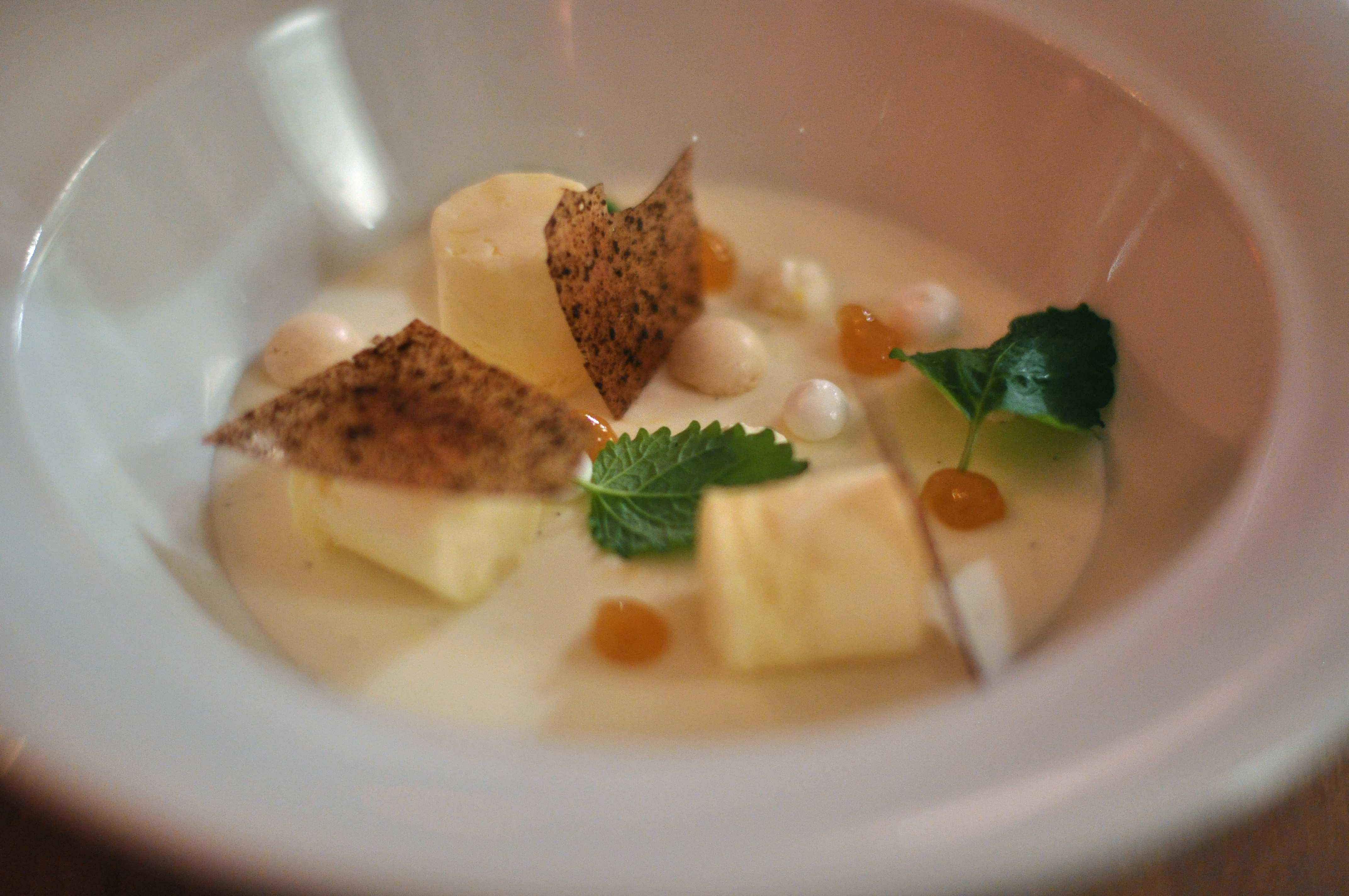
Citronfromage avec de la meringue et un parfait de chocolat blanc.

Le citronfromage (plus rarement écrit à l'aide d'un trait d'union : citron-fromage) est un dessert traditionnel de la cuisine danoise qui consiste essentiellement en une mousse au citron. Bien qu'il s'agisse d'un dessert typique du Danemark, le citronfromage aurait en fait initialement été développé dans le Piémont, région du nord de l'Italie, où il était appelé panna cotta al limone (qui se traduit littéralement par « crème cuite au citron »).

## Origine du nom
Le mot citronfromage est un emprunt au danois, formé à l'aide des mots français « citron » et « fromage ». Il s'agit toutefois d'un faux-ami, puisque le citronfromage n'est ni un fromage au citron ni une variété de citron particulière : en danois, comme en français, le mot citronfromage ne désigne que le dessert précis dont il est ici question.
Bien que l'on y reconnaisse des étymons qui pourraient laisser croire à un gallicisme, le mot citronfromage est bel et bien d'origine danoise. Subséquemment à son implantation en danois, il a été emprunté par d'autres langues comme l'anglais et, plus récemment, par le français.